# Eurytoma ghilarovi
Eurytoma ghilarovi är en stekelart som beskrevs av Zerova 1988. Eurytoma ghilarovi ingår i släktet Eurytoma och familjen kragglanssteklar. Inga underarter finns listade i Catalogue of Life.